# Wakeboarding
Wakeboard o esquí acuático sobre tabla es un deporte acuático en el cual se desliza sobre el agua encima de una tabla siendo arrastrado con una cuerda llamada palonier por una lancha, una moto acuática o en sistema de torres y poleas (cable esquí). 
Es una combinación de esquí acuático y snowboard, y recibe su nombre por la estela (“wake” en inglés) que crea la lancha de arrastre.
Alcanza velocidades de entre 29 a 39 kilómetros por hora (18 a 24 millas por hora), dependiendo de las condiciones del agua, el peso del rider, el tamaño y la curvatura de la tabla. 
Es posible realizar gran cantidad de saltos y acrobacias.

## Tablas
Las tablas son resistentes, el centro usualmente consiste de espuma mezclada con resina y se recubre con fibra de vidrio. Se insertan tornillos de metal para juntar uniones y aletas.
La configuración de posicionamiento de las uniones y quillas varía de acuerdo a la preferencia del rider y es ajustada por diferentes razones. El esquiador puede cambiar el tipo de aletas que usa para realizar algún truco o maniobra específica; por ejemplo, quillas bajas (que no se adentran muy debajo de la superficie) son mejor para los trucos de superficie, así como vueltas planas. Varios de los nuevos modelos de tablas contienen pequeñas quillas moldeadas a la tabla que ayudan a disminuir la fricción.
El tamaño de la tabla debe estar en relación con el peso del esquiador para que su comportamiento sea el adecuado. Además, Hay otros aspectos del diseño que influyen en gran medida en el comportamiento de la tabla de wakeboard, por ejemplo el rocker o perfil de la tabla, que puede ser continuo o en diferentes etapas.
Como variante al esquí acuático sobre tabla existe el wakeskate (algo así como monopatinaje náutico o sobre agua), que fusiona el monopatinaje y el esquí acuático sobre tabla. Este deporte se practica con una tabla sin agarraderas y en zapatillas, lo cual permite hacer acrobacias del monopatinaje sobre el agua mientras uno es empujado por una lancha agarrado al manillar.

## Técnica del esquí acuático sobre tabla
Se basa en el equilibrio en la tabla de wakeboard mediante la distribución correcta del peso del esquiador.
Al tratar de levantarse y salir del agua, la mayor parte del peso debe estar en el pie delantero (alrededor del 60%). Una vez que el esquiador esta en la posición de pie, hay que cambiar el reparto del peso.
Principios de la técnica:
- Piernas flexionadas en el arranque desde el agua
- Brazos estirados en el arranque desde el agua
- Posición de las manos sujetando el palonier a la altura de la cadera, y no en alto como suelen hacer los que se inician en este deporte

Según la posición de las piernas, se distingue entre el estilo "goofy", con las pierna izquierda atrás, y el estilo "regular" con la pierna derecha atrás.

## Tipos de parques acuáticos de cable esquí
Hay dos, a saber:

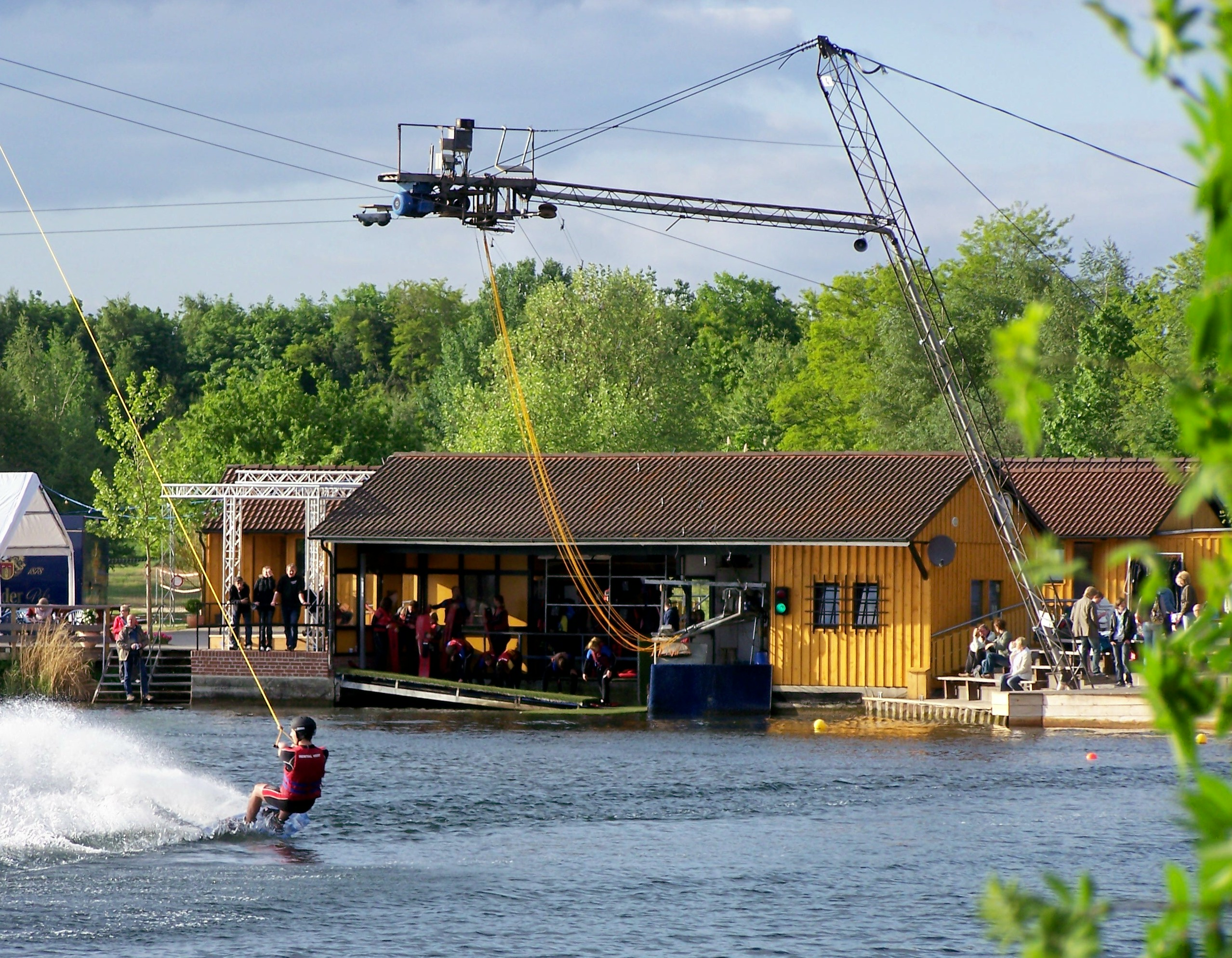
Cable Esquí en el parque recreativo de Alfsee en Rieste

- Sistema 2.0: consiste en dos torres por lo que el recorrido es de ida y vuelta, y mejor para principiantes que los "full size".[8] La altura de este sistema es mucho mayor que el punto de remolque desde una lancha, lo cual permite levantar con facilidad al esquiador en la salida desde el agua a la posición de pie. El sistema 2.0 solo permite un esquiador, o como mucho dos pero estos deben ser experimentados para evitar choques en las vueltas en ambos extremos del trayecto.
- Sistema de cable full-size: es un circuito en círculo en el sentido de las agujas del reloj o al contrario por lo que dispone de varias torres, por ejemplo 5 o más. Permite esquiar a varios riders al mismo tiempo a diferencia del sistema 2.0, pero es más difícil y por lo tanto no es la mejor opción para iniciarse en este deporte.